# 占部小龍
占部小龍（うらべ の おたつ、生没年不詳）は、奈良時代の防人。常陸国茨城郡（現在の茨城県東茨城郡・西茨城郡あたり）の人。

## 概要
占部という氏姓から、卜占（占い）を業とした部民と考えられる。天平勝宝7歳（755年）2月、防人として筑紫に派遣される。『万葉集』に1首入集。

## 歌
- 我が面の 忘れもしだは 筑波嶺を 振り放け見つつ 妹は偲はね
  - 現代語訳：私の顔を忘れたなら 筑波山を見て思い出してください わが君よ